# Ostřice Bigelowova
Ostřice Bigelowova (Carex bigelowii, syn: Carex rigida, Carex fyllae) je druh jednoděložné rostliny z čeledi šáchorovité (Cyperaceae).

## Popis
Jedná se o rostlinu dosahující výšky nejčastěji 10-20, vzácněji až 30 cm (mimo ČR až 50 cm). Je vytrvalá a netrsnatá. Listy jsou střídavé, přisedlé, s listovými pochvami. Lodyha je ostře trojhranná, hladká nebo nahoře trochu drsná, delší než listy. Čepele jsou asi 1,5-4, vzácněji až 6 mm široké, při zasychání na okraji podvinuté. Bazální pochvy jsou nejčastěji červenohnědé až skoro černé, nerozpadavé. Ostřice Bigelowova patří mezi různoklasé ostřice, nahoře jsou klásky čistě samčí, dole čistě samičí. Samčí klás bývá nejčastěji 1, vzácně 2, samičích 2-3. Dolní listen je kratší než květenství. Okvětí chybí. V samčích květech jsou zpravidla 3 tyčinky. Čnělky jsou většinou 2. Plodem je mošnička, která je 1,5-3 mm dlouhá, elipsoidní, bezžilnatá (na rozdíl od ostřice obecné), zelená, nahoře červenohnědá až černohnědá, na vrcholu zúžená do velmi krátkého nerozeklaného zobánku. Každá mošnička je podepřená plevou, která je za zralosti černá. Kvete nejčastěji v červnu až v červenci. Počet chromozómů: 2n=68 nebo 70.

## Rozšíření
Ostřice Bigelowova je severský druh s cirkumpolárním rozšířením. Roste v severní Evropě, hlavně ve Skandinávii, jižněji jen v horách, dále roste na severní Sibiři a v některých asijských horách, na Islandu, v Grónsku, na Aljašce, v Kanadě a ve Skalnatých horách. Jedná se o variabilní druh, je rozlišováno cca 5 poddruhů. Mapka rozšíření viz zde: .

## Rozšíření v Česku
V ČR roste pouze v subalpínském až alpínském stupni nad hranicí lesa. Můžeme ji najít v Krkonoších, v Hrubém Jeseníku a okolo vrcholu hory Králický Sněžník.